# Handy Man
Handy Man è un brano musicale scritto da Jimmy Jones e Otis Blackwell. La prima versione del brano è stata registrata dal gruppo The Sparks of Rhythm, di cui faceva parte Jones, che ha a sua volta inciso il brano da solo, pubblicandolo nel 1959.

## Tracce
- 7"

1. Handy Man
2. The Search Is Over

## Cover

### Versione di Del Shannon
Una cover del brano è stata realizzata da Del Shannon nel 1964. 
Tracce
1. Handy Man
2. Give Her Lots of Lovin'

### Versione di James Taylor
Anche James Taylor ha realizzato una versione del brano, pubblicandola nel 1977 come singolo estratto dal suo album JT.
Tracce
1. Handy Man
2. Bartender's Blues